# Láner Kornél
orsovai Láner Kornél (Orsova, 1883. október 7. – Budapest, 1963. november 24.) aranydiplomás gépészmérnök, nyugalmazott MÁV elnökigazgató.

## Életpályája
1905-ben diplomázott a budapesti Műegyetemen. 1905-ben a MÁV szolgálatába lépett. 1908–1910 között a MÁV mozdonyszerkesztési osztályán működött. 1928-ig a Vasúti és Hajózási Főfelügyelőségnél teljesített szolgálatot. 1928-ban visszakerült a MÁV-hoz mint igazgatóhelyettes. 1928–1934 között irányította a budapest-hegyeshalmi fővonal villamosítását. 1931-ben igazgató, 1932-ben a gépészeti főosztály vezetője, 1934-ben helyettes elnök volt. 1938–1940 között a MÁV elnök-igazgatója volt. 1940 után a Magyar Dunántúli Villamosművek elnökévé választotta. 1941–1943 között irányította a bánhidai villamoserőmű bővítési munkálatait.
Sokoldalú, jelentős műszaki alkotó volt. Újjáalakította az államvasutak mozdony- és kocsiparkját. Mint mozdonyszerkesztő külföldön is nevet szerzett a MÁV sorozatú 424. számú univerzális gyorsvonati gőzmozdonyával (1924), melynek még ma is fontos szerepe van a hazai vasúti vontatásban, s amíg Magyarországon gőzmozdonyt gyártottak, jelentős exportcikkünk volt.
Sírja a Farkasréti temetőben található. (502-118)

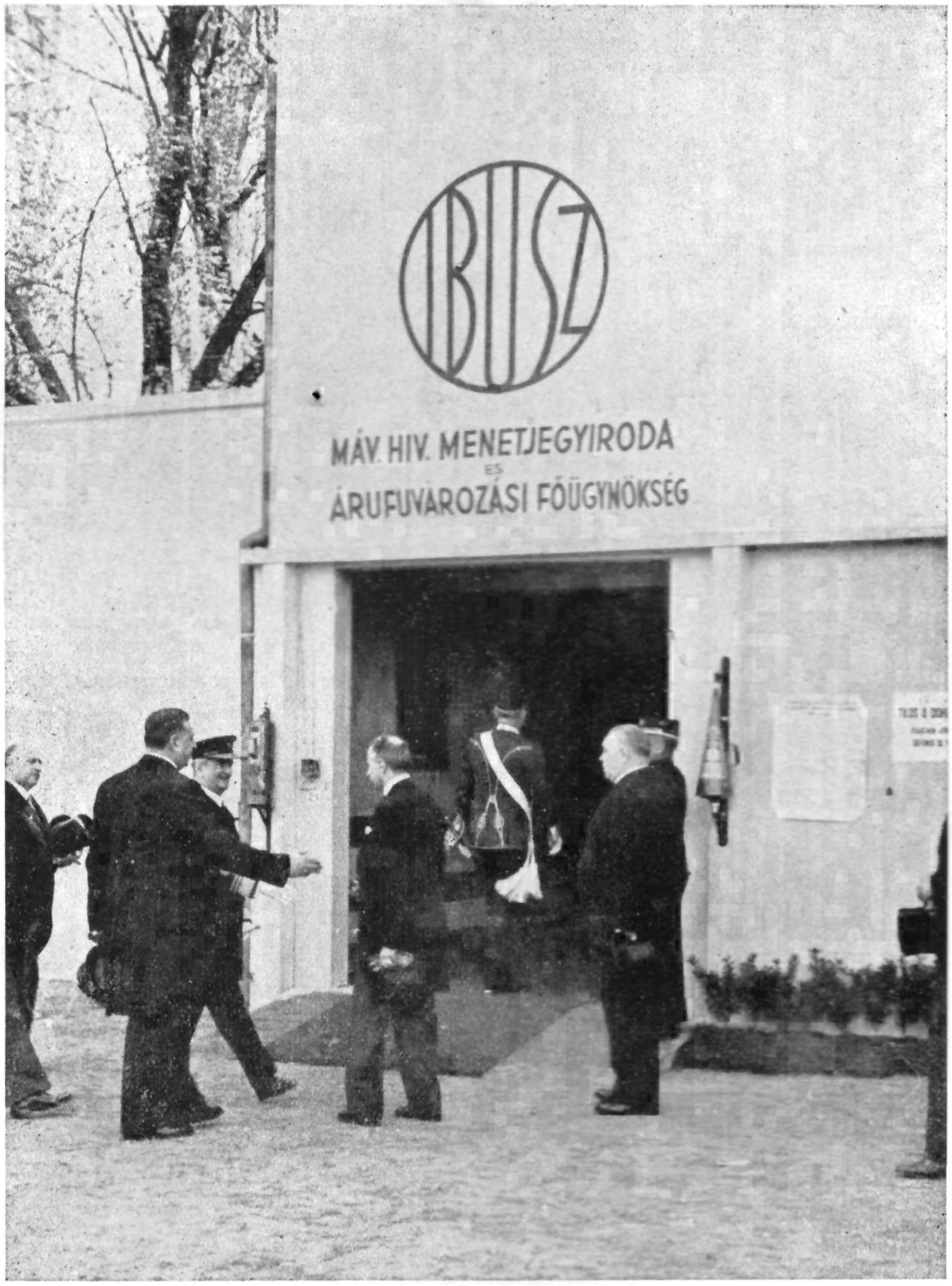
A Kormányzótól balra áll: Szendy Károly polgármester és Láner Kornél az IBUSZ elnöke. Jobbra áll: Imrédy Kálmán az államvasutak igazgatóságának elnöke és dr. Veress Gábor az IBUSZ alelnök-vezérigazgatója.

## Művei
- A mozdonyokról (Petz Kornéllal, Közlekedési Szakkönyvtár sorozat, 1908)